# Breaza
Breaza es una ciudad con estatus de oraș de Rumania en el distrito de Prahova.

## Geografía
Se encuentra a una altitud de 547 m s. n. m. a 103 km de la capital, Bucarest.

## Demografía
Según estimación 2012 contaba con una población de 17 420 habitantes.
| 1948 | 1956   | 1966   | 1977   | 1992   | 2002   | 2012   |
| s/d  | 11 122 | 12 733 | 17 583 | 19 329 | 18 199 | 17 420 |